# Мункер (шнява, 1711)
«Мунке́р» (фр. mon coeur — сердце моё) — шнява Азовскго флота Русского царства, одна из двух шняв типа «Лизет», участник русско-турецкой войны 1710—1713 годов.

## Описание шнявы
Одна из двух шняв типа «Лизет», построенных на Воронежской верфи в 1710—1711 годах. Артиллерийское вооружение судна составляли 14 орудий.

## История
Шнява «Мункер» была заложена на стапеле стапеле Воронежской верфи в 1710 году и после спуска на воду в июне 1711 года вошла в состав Азовского флота России. Строительство вели кораблестроители С. Робинсон и Иван Немцов.
Принимала участие в русско-турецкой войне 1710—1713 годов. В кампанию того же года находилась в крейсерских плаваниях в Азовском море.
После заключения мирного договора, передачи Азова Османской империи и уничтожения укреплений в Таганроге шняву в числе других лучших судов планировалось провести в Балтийское море. До сентября 1711 года судно находилось в Таганроге. Однако после отказа турецкого правительства пропустить русские суда через проливы шнява была продана Турции, по одним данным в конце 1711 года, по другим в 1712 году.

## Командиры шнявы
С августа 1711 года командиром шнявы «Мункер» служил капитан-лейтенант Витус Беринг.